# Hành chính Việt Nam thời Hồ
Hành chính Việt Nam thời Hồ trong lịch sử Việt Nam phản ánh hệ thống chính quyền từ trung ương đến địa phương nước Đại Ngu từ năm 1400 đến năm 1407.
Từ khi thái thượng hoàng Trần Nghệ Tông mất (1394), Hồ Quý Ly với thực quyền trong tay bắt đầu thực hiện những thay đổi trong quan chế, bộ máy chính quyền. Tuy nhiên, tác động chủ yếu của Hồ Quý Ly là vào chính quyền địa phương, còn chính quyền trung ương về cơ bản vẫn thừa kế cơ cấu của nhà Trần.

## Chính quyền trung ương
Trong hành chính của chính quyền cấp trung ương, chức cao nhất là các chức quan hàng tướng quốc và tam thái: thái sư, thái phó, thái bảo. Những chức vụ này đều do các thân vương nhà Hồ nắm giữ như hoàng tử Hồ Nguyên Trừng, hoàng thân Hồ Quý Tỳ (em Hồ Quý Ly).
Tiếp đến là các chức quan hàng tam thiếu: thiếu sư, thiếu phó, thiếu bảo. Sau đó đến tam tư: tư đồ, tư mã, tư không.
Trong triều còn có 6 thượng thư sảnh tương đương với lục bộ, quản lý các công việc hành chính, tổ chức, ngoại giao, tín ngưỡng, tài chính ngân sách, quân sự, ty pháp. Đứng đầu thượng thư sảnh là chức thượng thư hành khiển và thương thư hữu bật. Dưới các chức này là chức thị lang, lang trung.
Hồ Quý Ly chấn chỉnh đội ngũ quan lại, định ra thể thức mũ áo các quan văn võ theo sắc màu, do thiếu bảo Vương Nhữ Chu soạn:
- Quan nhất phẩm (áo) màu tía;
- nhị phẩm màu đỏ thẫm;
- tam phẩm màu hồng nhạt;
- tứ phẩm màu xanh lục;
- ngũ phẩm, lục phẩm, thất phẩm màu xanh biếc;
- bát phẩm, cửu phẩm màu xanh.

Nội thị thì dùng quần hai ống, không dùng xiêm. Người không có phần hàm và hạng hoàng nô thì dùng màu trắng. Các tụng quan chức tước từ lục phẩm trở lên dùng mũ cao sơn, chánh lục phẩm được thắt đai, đi hia. Về sắc mũ, chánh thì sắc đen, tòng thì sắc xanh. Người tôn thất thì đội mũ phương thắng màu đen. Võ quan tước lục phẩm đội mũ chiết xung, tước cao mà không có chức thì thắt đai, đội mũ giác đính, tứ thất phẩm trở xuống đội mũ thái cổ; tòng thất phẩm đội mũ toàn hoa. Vương hầu đội mũ viễn du; ngự sử đài đội mũ khước phi.
Khi nhà Hồ chính thức thành lập cũng theo quy chế này.

## Chính quyền địa phương

### Các đơn vị hành chính
Từ tháng 4 năm 1397, Hồ Quý Ly đổi gọi các phủ, lộ là trấn và đặt thêm chức quan ở đó, bãi bỏ chức đại tiểu tư xã, chỉ để quản giáp như cũ.
Trong năm 1397, Hồ Quý Ly đã ép vua Trần Thuận Tông dời đô vào Thanh Hóa, sau này nhà Hồ tiếp tục đóng đô tại đây, còn Thăng Long cũ gọi là lộ Đông Đô.
Phủ, lộ là cấp hành chính địa phương cao nhất của nước Đại Ngu, một số được đổi thành trấn từ cuối thời Trần. Cả nước có 24 đơn vị như sau :

#### Phủ Thiên Xương
Là kinh đô, là phủ Thanh Đô cuối thời Trần, tương đương tỉnh Thanh Hóa hiện nay. Gồm 3 châu, trấn trực tiếp quản lý 7 huyện: Cổ Đằng (huyện Hoằng Hóa), Cổ Hoằng (một phần huyện Hoằng Hóa), Đông Sơn, Cổ Lôi (huyện Thọ Xuân và một phần huyện Thường Xuân), Vĩnh Ninh (huyện Vĩnh Lộc), Yên Định, Lương Giang (huyện Thiệu Hóa). Ba châu gồm có:
- Châu Thanh Hóa gồm 4 huyện: Nga Lạc (huyện Ngọc Lặc và một phần huyện Thọ Xuân), Tế Giang (huyện Thạch Thành), An Lạc (một phần huyện Thạch Thành), Lỗi Giang (huyện Cẩm Thủy)
- Châu Ái gồm 4 huyện: Hà Trung, Thống Binh (huyện Hậu Lộc), Tống Giang (huyện Hà Trung), Chi Nga (huyện Nga Sơn)
- Châu Cửu Chân gồm 4 huyện: Cổ Bình (thị xã Nghi Sơn), Kết Duyệt (hay Kết Thuế, tương đương thị xã Nghi Sơn), Duyên Giác (một phần huyện Quảng Xương), Nông Cống (các huyện Nông Cống và Như Xuân).

#### Lộ Đông Đô
Tức vùng Hà Nội ngày nay, gồm có:
- Phủ Đông Đô: trực tiếp quản lý huyện Từ Liêm và một huyện không rõ tên, sang thời thuộc Minh gọi là huyện Đông Quan.
- Châu Quốc Oai: gồm 4 huyện Sơn Minh (Ứng Hòa hiện nay), Thanh Oai (Thanh Oai hiện nay), Ứng Thiên (Chương Mỹ và một phần Ứng Hòa hiện nay), Đại Đường (Mỹ Đức hiện nay)
- Châu Thượng Phúc: gồm 3 huyện Thượng Phúc (Thường Tín hiện nay), Phù Lưu (Phú Xuyên hiện nay), Long Đàm (Thanh Trì hiện nay)
- Châu Tam Đái gồm 6 huyện Phù Long (gần huyện Vĩnh Tường hiện nay), Yên Lãng (Mê Linh hiện nay), Phù Ninh (Phù Ninh hiện nay), Yên Lạc (Yên Lạc hiện nay), Lập Thạch (Lập Thạch hiện nay), Nguyên Lang (một phần Phù Ninh hiện nay)
- Châu Từ Liêm (phía tây Hà Nội, phần hữu ngạn sông Hồng) gồm 2 huyện Đan Phượng (Đan Phượng hiện nay), Thạch Thất (Thạch Thất hiện nay)
- Châu Lị Nhân gồm 6 huyện: Thanh Liêm (Thanh Liêm hiện nay), Bình Lục (Bình Lục hiện nay), Cổ Bảng (Kim Bảng hiện nay), Cổ Lễ (một phần Lý Nhân hiện nay), Lý Nhân (Lý Nhân hiện nay), Cổ Giả (một phần Lý Nhân hiện nay).

#### Lộ Bắc Giang
Tương đương Bắc Ninh và một phần Bắc Giang ngày nay, gồm có 3 châu, lộ trực tiếp quản lý 2 huyện Siêu Loại và Gia Lâm. 3 châu gồm:
- Châu Gia Lâm gồm 3 huyện: An Định (Gia Bình hiện nay), Tế Giang (Văn Giang hiện nay), Thiện Tài (Lương Tài hiện nay)
- Châu Vũ Ninh gồm 5 huyện: Tiên Du (Tiên Du hiện nay), Vũ Ninh (Võ Giàng hiện nay), Đông Ngàn (Từ Sơn và một phần Sóc Sơn thuộc Hà Nội hiện nay), Từ Sơn (Quế Võ hiện nay), Yên Phong (Yên Phong hiện nay)
- Châu Bắc Giang gồm 3 huyện Tân Phúc (Đa Phúc cũ, một phần Sóc Sơn hiện nay), Phật Thệ (Hiệp Hòa thuộc Bắc Giang hiện nay), Yên Việt (Việt Yên hiện nay).

#### Lộ Lạng Giang
Tương đương một phần Bắc Giang ngày nay, gồm 3 châu. Lộ trực tiếp quản lý 5 huyện: Long Nhãn (một phần Phượng Nhãn hiện nay), Cổ Dõng (Yên Dũng hiện nay), Phượng Sơn (một phần Phượng Nhãn hiện nay), Na Ngạn (Lục Ngạn hiện nay), Lục Na (một phần Lục Ngạn hiện nay). Ba châu gồm:
- Châu Lạng Giang gồm 4 huyện: Yên Thế (Yên Thế hiện nay), Yên Ninh (một phần Phượng Nhãn hiện nay), Cổ Lũng (Hữu Lũng thuộc Lạng Sơn hiện nay), Bảo Lộc (Lạng Giang hiện nay).
- Châu Nam Sách gồm 3 huyện: Thanh Lâm (Nam Sách hiện nay), Chí Linh (Chí Linh hiện nay), Bình Hà (Kiến Thụy và Tiên Lãng thuộc Hải Phòng hiện nay).
- Châu Thượng Hồng gồm 3 huyện: Đường Hào (Mỹ Hào hiện nay), Đường An (Bình Giang hiện nay), Đa Cẩm (Cẩm Giàng hiện nay).

#### Phủ Tam Giang
Tương đương tỉnh Phú Thọ ngày nay, gồm 3 châu là:
- Châu Thao Giang gồm 4 huyện: Sơn Vi (Lâm Thao hiện nay), Ma Khê (Cẩm Khê hiện nay), Thanh Ba (Thanh Ba hiện nay), Hạ Hòa (Hạ Hòa hiện nay)
- Châu Tuyên Giang gồm 3 huyện: Đông Lan (Đoan Hùng hiện nay), Tây Lan (một phần Đoan Hùng hiện nay), Hồ Nham (Yên Sơn thuộc Tuyên Quang hiện nay)
- Châu Đà Giang gồm 2 huyện: Lũng Bản (Ba Vì thuộc Hà Nội hiện nay), Cổ Nông (Tam Nông hiện nay)

#### Phủ Thiên Trường
Tương đương tình Nam Định ngày nay, gồm có 4 huyện: Mỹ Lộc (Mỹ Lộc hiện nay), Giao Thủy (Giao Thủy hiện nay), Tây Chân (Nam Trực hiện nay), Thuận Vi (Vũ Thư thuộc Thái Bình hiện nay).

#### Phủ Long Hưng
Tương đương một phần Thái Bình ngày nay, gồm 3 huyện: Ngự Thiên (Hưng Nhân hiện nay), Đông Quan (một phần Đông Hưng hiện nay), Thần Khê (một phần Đông Hưng hiện nay).

#### Lộ Khoái Châu
Tương đương một phần Hưng Yên hiện nay, gồm 5 huyện Tiên Lữ (Tiên Lữ hiện nay), Thiên Thi (Ân Thi hiện nay), Đông Kết (Khoái Châu hiện nay), Phù Dung (Phù Cừ hiện nay), Vĩnh Động (Kim Động hiện nay)

#### Phủ Kiến Ninh
Tương đương một phần Thái Bình hiện nay, gồm 4 huyện: Bồng Điền (Vũ Thư hiện nay), Kiến Xương (một phần Vũ Thư hiện nay), Bố (một phần Vũ Thư hiện nay), Chân Lợi (Kiến Xương hiện nay).

#### Lộ Hoàng Giang
Tương đương một phần Hà Nam và Nam Định hiện nay, gồm 5 huyện: Ý Yên (Ý Yên hiện nay), Thiên Bản (Vụ Bản hiện nay), Độc Lập (một phần Vụ Bản hiện nay), Đại Loan (Nghĩa Hưng hiện nay), Vọng Doanh (một phần Ý Yên hiện nay).

#### Lộ Trường Yên
Tương đương một phần Ninh Bình hiện nay, gồm 4 huyện: Uy Viễn (Gia Viễn hiện nay), Yên Mô (Yên Mô hiện nay), Yên Ninh (Yên Khánh hiện nay), Lê Gia (Gia Viễn hiện nay)

#### Trấn Thiên Quan
Tương đương một phần Ninh Bình hiện nay, gồm 3 huyện: Xích Thổ (lưu vực sông Bôi, giữa Lạc Thủy và Gia Viễn hiện nay), Đông Lai (Lạc Sơn thuộc Hòa Bình hiện nay), Khôi (Nho Quan hiện nay).

#### Phủ lộ Tân Hưng, Trấn Hải Đông
Tương đương một phần Quảng Ninh và Hải Dương hiện nay, gồm có 2 châu, bản phủ trực tiếp quản lý 5 huyện: Giáp Sơn (Kinh Môn hiện nay), Thái Bình (Thái Thụy hiện nay), Đa Dực (Quỳnh Côi hiện nay), A Côi (một phần Quỳnh Côi hiện nay), Tây Quan (Thái Thụy hiện nay). Hai châu gồm:
- Châu Đông Triều gồm 4 huyện: Đông Triều (Đông Triều hiện nay), An Lão (An Lão hiện nay), Cổ Phí (Kim Thành hiện nay), Thủy Đường (Thủy Nguyên)
- Châu Hạ Hồng gồm 4 huyện: Trường Tân (Gia Lộc hiện nay), Tứ Kỳ (Tứ Kỳ hiện nay), Đồng Lợi (Ninh Giang và một phần Vĩnh Bảo hiện nay), Thanh Miện (Thanh Miện hiện nay)

#### Lộ An Bang
Tương đương một phần Quảng Ninh hiện nay, gồm châu Yên Bang có 8 huyện: An Bang (Hoành Bồ hiện nay), An Lập (một phần Yên Hưng hiện nay), An Hưng (một phần Yên Hưng hiện nay), Tân An (nửa tây tỉnh Hải Ninh cũ, tức khu vực Móng Cái, Tiên Yên hiện nay), Văn Phong, Đại Độc (đảo Cái Bầu hiện nay), Vạn Ninh (phần đông tỉnh Hải Ninh cũ, tức phía đông Móng Cái và Tiên Yên với một phần Quảng Đông, Trung Quốc hiện nay), Vân Đồn (Vân Đồn hiện nay).

#### Trấn Quảng Oai
Tương đương với tỉnh Hà Tây cũ, gồm hai huyện Mỹ Lung (thị xã Sơn Tây hiện nay), và Mỹ Lương (Mỹ Đức và Lương Sơn hiện nay)

#### Trấn Thiên Hưng
Tương đương một phần tỉnh Cao Bằng hiện nay, gồm có 2 châu:
- Châu Gia Hưng gồm 3 huyện: Lung (Thanh Sơn thuộc Phú Thọ hiện nay), Mông (một phần Mộc Châu hiện nay) và Tứ Mang (một phần Mộc Châu hiện nay)
- Châu Quy Hóa gồm 4 huyện Yên Lập (Yên Lập hiện nay), Văn Bàn (Văn Bản thuộc Lào Cai hiện nay), Văn Chấn (Văn Chấn hiện nay), Thủy Vĩ (thành phố Lào Cai hiện nay)

#### Trấn Thái Nguyên
Tương đương Bắc Cạn, Thái Nguyên hiện nay, gồm 11 huyện Phú Lương (Phú Lương hiện nay), Tư Nông (Phú Bình hiện nay), Vũ Lễ (Võ Nhai hiện nay), Đồng Hỷ (Đồng Hỷ hiện nay), Vĩnh Thông (Bạch Thông, Chợ Đồn và Chợ Mới hiện nay), Tuyên Hóa (Định Hóa hiện nay), Lộng Thạch (chưa xác định được ở đâu), Đại Từ (Đại Từ hiện nay), Yên Định (Định Hóa hiện nay), Cảm Hóa (Ngân Sơn và Na Rì hiện nay) và châu Thái Nguyên (huyện Thạch Lâm hiện nay)

#### Trấn Lạng Sơn
Tương đương tỉnh Lạng Sơn hiện nay. Trấn có 7 châu, trực tiếp quản lý 7 huyện: Tân An (Lộc Bình hiện nay), Như Ngao (một phần Lộc Bình hiện nay), Đan Ba (khoảng khu vực giữa Lộc Bình thuộc Lạng Sơn và Tiên Yên thuộc Quảng Ninh hiện nay), Khâu Ôn (Chi Lăng hiện nay), Kê Lăng (Hữu Lũng hiện nay), Uyên (Văn Lãng hiện nay), Đổng (nam Hữu Lũng hiện nay). Bảy châu gồm:
- Thất Nguyên (Tràng Định hiện nay), gồm 6 huyện: Thùy Lãng, Cầm, Thoát, Dung, Pha, Bình
- Thượng Văn (Văn Quan hiện nay) gồm 3 huyện: Bôi Lan, Khánh Viễn, Khố
- Hạ Văn (Văn Lãng hiện nay)
- Vạn Nhai (Văn Quan và một phần Võ Nhai hiện nay)
- Quảng Nguyên (Quảng Uyên, Phúc Hòa, Thạch An thuộc Cao Bằng hiện nay)
- Thượng Tư Lang (một phần Cao Bằng hiện nay)

#### Trấn Tuyên Quang
Tương đương tỉnh Tuyên Quang hiện nay. Gồm có 9 huyện: Khoáng, Đương Đạo, Văn Uyên, Bình Nguyên (4 huyện này tương đương khu vực Hàm Yên và Vị Xuyên hiện nay), Đáy Giang (Sơn Dương hiện nay), Thu Vật (Yên Bình thuộc Yên Bái hiện nay), Đại Man (Chiêm Hóa hiện nay), Dương (Tam Dương thuộc Vĩnh Phúc hiện nay), Ất (Sơn Dương hiện nay)

#### Phủ Linh Nguyên
Là Diễn Châu cuối thời Trần, tương đương vùng Bắc Nghệ An hiện nay, gồm có 4 huyện: Thiên Đông (Yên Thành hiện nay), Phù Dung (Quỳnh Lưu hiện nay), Phù Lưu (một phần Quỳnh Lưu hiện nay), Quỳnh Lâm (một phần Quỳnh Lưu hiện nay).

#### Phủ lộ Nghệ An
Tương đương một phần tỉnh Nghệ An, Hà Tĩnh hiện nay, gồm 4 châu, phủ lộ trực tiếp quản lý 8 huyện: Nha Nghi (Nghi Xuân hiện nay), Phi Lộc (Can Lộc hiện nay), Đỗ Gia (Hương Sơn hiện nay), Chi La (Đức Thọ), Tân Phúc (giữa Diễn Châu và Nghi Xuân hiện nay), Thổ Du (Thanh Chương hiện nay), Kệ Giang (một phần Thanh Chương hiện nay), Thổ Hoàng (Hương Khê hiện nay). Bốn châu gồm:
- Châu Nhật Nam gồm 4 huyện: Hà Hoàng (một phần Thạch Hà hiện nay), Bàn Thạch (một phần Thạch Hà hiện nay), Hà Hoa (Kỳ Anh hiện nay), Kỳ La (một phần Kỳ Anh hiện nay)
- Châu Hoan gồm 4 huyện: Thạch Đường (một phần Nam Đàn hiện nay), Đông Ngàn (Đông Thành hiện nay), Lộ Bình (Hưng Nguyên hiện nay), Sa Nam (một phần Nam Đàn hiện nay)
- Châu Trà Lân (phía tây Nghệ An hiện nay)
- Châu Ngọc Ma (thuộc Lào hiện nay)

#### Trấn Tây Bình
Tương đương tỉnh Quảng Bình hiện nay. Gồm có 2 châu, trấn trực tiếp quản lý 3 huyện: Phúc Khang (Quảng Ninh, Quảng Bình|Quảng Ninh hiện nay), Nha Nghi (Lệ Thủy hiện nay), Tri Kiển (vùng tây Quảng Ninh, Quảng Bình|Quảng Ninh và Lệ Thủy hiện nay). Hai châu gồm:
- Châu Bố Chính gồm 3 huyện: Chính Hòa (Quảng Trạch hiện nay), Đặng Gia (Bố Trạch hiện nay), Tòng Chất (một phần Quảng Trạch hiện nay)
- Châu Minh Linh gồm 3 huyện: Đan Duệ (Vĩnh Linh hiện nay), Tả Bình (một phần Do Linh hiện nay), Dạ Độ (một phần Do Linh hiện nay)

#### Trấn Thuận Hóa
Tương đương vùng Quảng Trị - Thừa Thiên Huế ngày nay. Gồm có 2 châu:
- Châu Thuận gồm 4 huyện: Ba Lăng (một phần Cam Lộ hiện nay), Lợi Điều (một phần Cam Lộ hiện nay), An Nhân (Hải Lăng hiện nay), Thạch Lan (tây Hải Lăng hiện nay)
- Châu Hóa gồm 7 huyện: Lợi Bồng (Hương Thủy hiện nay), Thế Vang (Phú Vang hiện nay), Sa Lệnh (Hương Trà hiện nay), Trà Kệ (Quảng Điền hiện nay), Tư Dung (Phú Lộc hiện nay), Bồ Đài (Phong Điền hiện nay), Bồ Lãng (thượng lưu sông Hương phía tây Thừa Thiên Huế hiện nay)

#### Lộ Thăng Hoa
Mới mở từ cuộc tấn công Chiêm Thành năm 1402, tương đương Quảng Nam và bắc Quảng Ngãi hiện nay, gồm 4 châu:
- Châu Thăng gồm 3 huyện Lê Giang (khoảng Thăng Bình hiện nay), Đô Hòa (Duy Xuyên hiện nay), An Bị (Quế Sơn hiện nay)
- Châu Hoa gồm 3 huyện Vạn Linh, Cu Hy, Lễ Đễ (3 huyện tương đương với Tam Kỳ hiện nay)
- Châu Tư gồm 2 huyện Tri Bình (Bình Sơn hiện nay), Bạch Ô (Sơn Tịnh hiện nay)
- Châu Nghĩa gồm 3 huyện: Nghĩa Thuần, Nga Bôi (2 huyện tương đương với Tư Nghĩa hiện nay), Khê Cẩm (Mộ Đức hiện nay)

### Quan chức địa phương
Phân cấp lộ coi phủ, phủ coi châu, châu coi huyện. Chức quan tại địa phương gồm có:
- Lộ đặt chức An phủ sứ và An phủ phó sứ.
- Phủ đặt chức Trấn phủ sứ và Trấn phủ phó sứ.
- Châu đặt chức Thông phán và Thiêm phán.
- Huyện đặt chức Lệnh úy và Chủ bạ để cai trị.

Các việc hộ tịch, tiền thóc, ngục tụng đều làm chung thành sổ sách của một lộ, đến cuối năm báo lên sảnh để làm bằng cứ mà khảo xét. Tại các phủ còn đặt các phủ đô đốc, đô hộ, đô thống, tổng quản và ty thái thú để trông coi.